# Tsjoba
Tsjoba of Choba (Bulgaars: Чоба) is een dorp in Bulgarije. Het dorp is gelegen in de gemeente Brezovo, oblast Plovdiv. Het dorp ligt hemelsbreed ongeveer 34 km ten noordoosten van Plovdiv en 150 km ten zuidoosten van de hoofdstad Sofia. 

## Geschiedenis
Het dorp Tsjoba fuseerde op 29 augustus 1969 met de stad Brezovo. Op 26 augustus 1991 scheidde het dorp zich echter weer van deze stad af, waardoor het dorp de status van onafhankelijke nederzetting binnen de gemeente Brezovo weer terug kreeg.

## Bevolking
Op 31 december 2020 telde het dorp Tsjoba 795 inwoners. Het aantal inwoners vertoont al jaren een dalende trend: in 1946 had het dorp nog 2.433 inwoners.
In het dorp wonen hoofdzakelijk etnische Bulgaren en Roma. In de optionele volkstelling van 2011 identificeerden 755 van de 892 ondervaagden zichzelf met de etniciteit "Bulgaars" en 126 ondervaagden met de etnische groep "Roma".
| Etnische samenstelling van de respondenten (2011) | Etnische samenstelling van de respondenten (2011) | Etnische samenstelling van de respondenten (2011) | Etnische samenstelling van de respondenten (2011) | Etnische samenstelling van de respondenten (2011) |
| ------------------------------------------------- | ------------------------------------------------- | ------------------------------------------------- | ------------------------------------------------- | ------------------------------------------------- |
|                                                   |                                                   |                                                   |                                                   |                                                   |
| Bulgaren                                          | Bulgaren                                          |                                                   | 84,6%                                             | 84,6%                                             |
| Turken                                            | Turken                                            |                                                   | 0,3%                                              | 0,3%                                              |
| Roma                                              | Roma                                              |                                                   | 14,1%                                             | 14,1%                                             |
| Anders/Onbekend                                   | Anders/Onbekend                                   |                                                   | 1,0%                                              | 1,0%                                              |